# Linha Nintendo 3DS
Nintendo 3DS (muitas vezes chamado de família 3DS) é uma linha de consoles de consoles de videogames portáteis desenvolvidos e vendidos pela Nintendo desde 2011. Sucedeu a linha Nintendo DS.
Ao longo de sua vida, PlayStation Vita da Sony tem sido o principal concorrente do mercado para a linha Nintendo 3DS. Houve cinco modelos da linha 3DS: o original Nintendo 3DS e sua variante XL, a Nintendo 2DS, e o New Nintendo 3DS e sua variante XL. Semelhante à linha Nintendo DS, que tem sido muito bem sucedida, a linha Nintendo 3DS também tem sido bem sucedida, com mais de 73 milhões de unidades vendidas a partir de março de 2018. Em 2019, foi desconectado os consoles New Nintendo 3DS e New Nintendo 3DS XL, e em 2020 foi os consoles Nintendo 3DS, Nintendo 3DS XL, Nintendo 2DS e New Nintendo 2DS XL.

## Modelos

### Nintendo 3DS

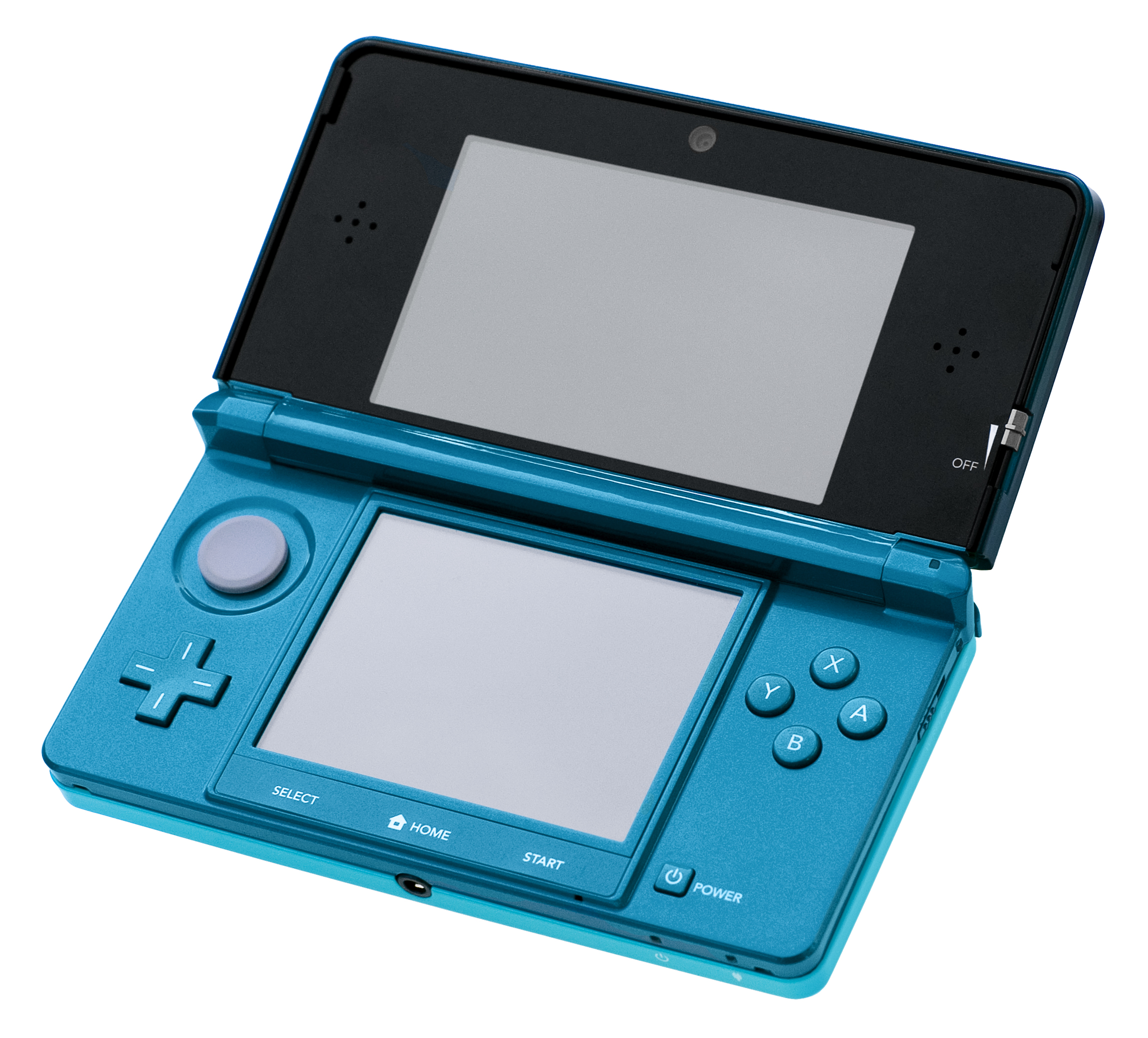
Um Nintendo 3DS Aqua Azul na sua posição aberta.

O Nintendo 3DS (abreviado para 3DS) é um console de jogos portátil produzido pela Nintendo. Ele é capaz de projetar em estereoscópico efeitos 3D sem o uso de óculos 3D ou acessórios adicionais. Nintendo anunciou o dispositivo em Março de 2010 e apresentado oficialmente que a E3 2010 em 15 de junho de 2010. O console é o sucessor do Nintendo DS, com compatibilidade com versões anteriores com mais velhos de jogos de vídeo Nintendo DS e Nintendo DSi, e compete com o console portátil da Sony, o PlayStation Vita.
O computador de mão oferece novos recursos, como os StreetPass e SpotPass modos de tag, alimentado por Nintendo Network; realidade aumentada , usando suas câmeras 3D; e Virtual Console, que permite aos proprietários para baixar e jogar games originalmente lançado em sistemas mais antigos de videogame. Ele também é pré-carregado com várias aplicações, incluindo: uma loja de distribuição on-line chamado Nintendo eShop, um serviço de rede social chamado Miiverse; um Navegador de Internet ; os serviços de streaming de vídeo Netflix, Hulu Plus e YouTube; Nintendo Video; uma aplicativo de mensagens chamado Swapnote (conhecido como Nintendo Letter Box na Europa e Austrália); e Criador Mii.
O Nintendo 3DS foi lançado no Japão em 26 de fevereiro de 2011, e em todo o mundo a partir de março de 2011.  Menos de seis meses depois, em 28 de julho de 2011, a Nintendo anunciou uma redução significativa dos preços a partir de US$ 249 a US$ 169 em meio a vendas decepcionantes de lançamento. A empresa ofereceu dez jogos grátis de Nintendo Entertainment System e dez jogos grátis de Game Boy Advance no Nintendo eShop para os consumidores que compraram o sistema ao preço de lançamento inicial. Esta estratégia foi considerada um grande sucesso e o console passou a se tornar um dos mais vendidos com sucesso, os consoles portáteis da Nintendo nos dois primeiros anos de seu lançamento. A partir de 30 de setembro de 2014, todos os modelos da Nintendo 3DS e modelos 2DS combinados venderam 45,42 milhões de unidades.
No Brasil, foi oficialmente lançado em 9 de julho de 2011, com preço de R$ 800,00.

### Nintendo 3DS XL

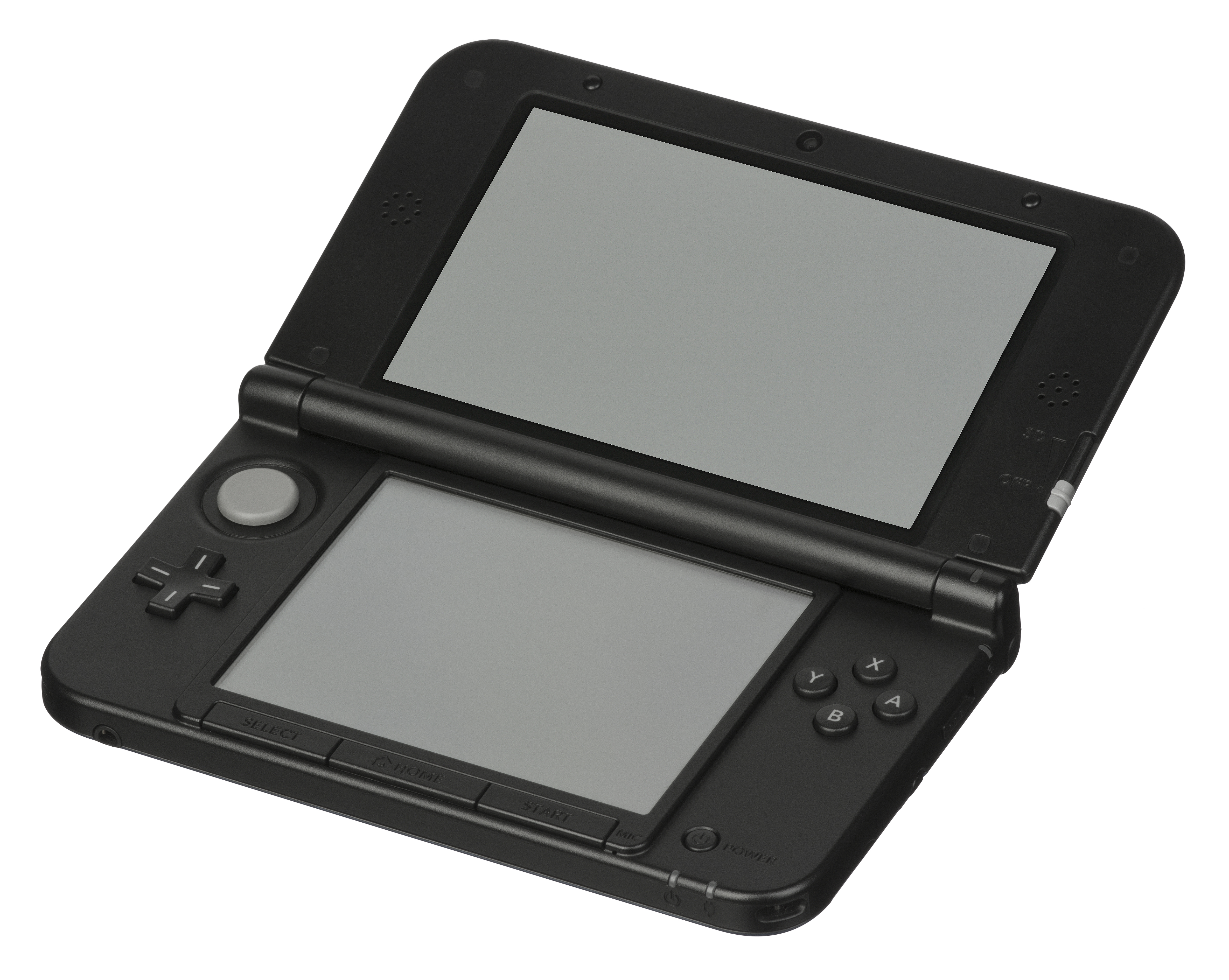
Um Nintendo 3DS XL Azul + Preto na sua posição aberta.

O Nintendo 3DS XL (abreviado para 3DS XL) é o segundo console de jogos portáteis da família Nintendo 3DS produzido pela Nintendo. É lançada em 28 de julho de 2012 no Japão e na Europa, 19 de agosto de 2012 na América do Norte, e 23 de agosto de 2012 na Austrália e Nova Zelândia. Tal como acontece com a transição do Nintendo DSi para o DSi XL, a Nintendo 3DS XL apresenta telas maiores, maior duração da bateria, e um maior tamanho total do que o original Nintendo 3DS. A Nintendo 3DS XL destina-se a complementar os 3DS originais, e não substituí-lo, como ambos os modelos permanecem em produção. Quando em sua posição aberta, o Nintendo 3DS XL é o mais longo, mais largo e mais pesado sistema da família Nintendo 3DS. A partir de 30 de setembro de 2014, a Nintendo relata 17.160.000 unidades vendidas.

### Nintendo 2DS

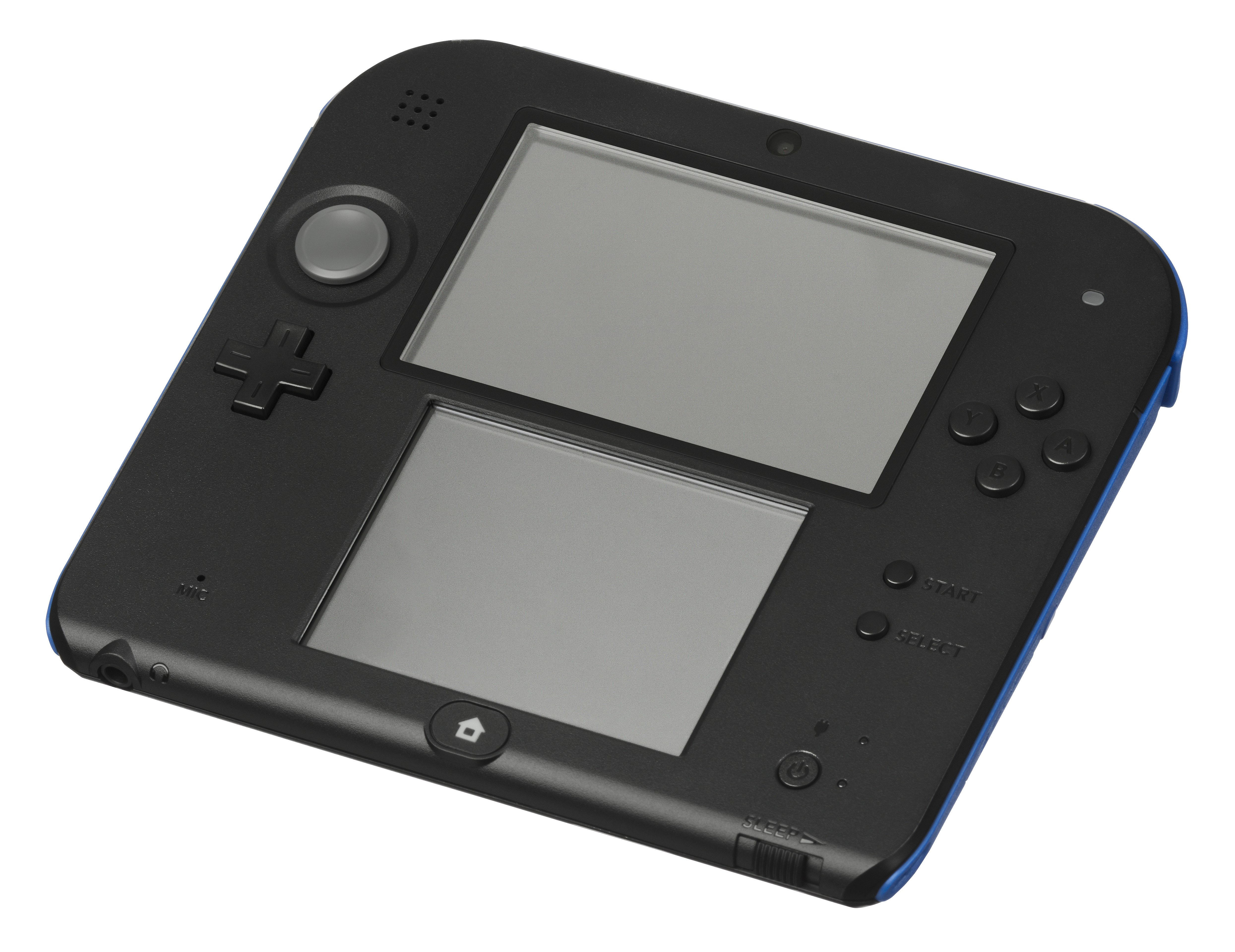
Um Nintendo 2DS Azul + Preto.

O Nintendo 2DS (abreviado para 2DS) é um console portátil desenvolvido pela Nintendo. Anunciada em agosto de 2013, o console lançado na América do Norte, Europa, a Austrália e a Nova Zelândia em 12 de Outubro de 2013, não há planos para um lançamento japonês. A Nintendo 2DS é uma versão de nível de entrada do Nintendo 3DS, que mantém a compatibilidade com software projetado para o Nintendo DS e 3DS, mas utiliza um novo design de tipo da ardósia, em vez de o design de concha utilizada por seus precursores e  diferente dos demais consoles de Nintendo 3DS, sem a utilização com autoestereoscópico de funcionalidade 3D.
Após a sua inauguração, a recepção da Nintendo 2DS foi misturado, nomeadamente quanto ao design do aparelho que alguns comentadores sentia era menos atraente do que a dos 3DS com alguns no entanto comentando que ele é sentida mais robusto. O console Nintendo 2DS é vendido simultaneamente com os outros modelos da família Nintendo 3DS como um incentivo para expandir o mercado para jogos de Nintendo 3DS. Ele é destinado a um público diferente do que o 3DS, em especial as crianças mais jovens de sete anos de idade, a quem não são recomendados para usar a funcionalidade 3D do 3DS. Nintendo declarou no entanto que o 3D vai continuar a ser uma parte de seus planos para o futuro. Várias publicações elogiaram o seu preço e de fator de forma, mas também criticou a estética do console pobres, qualidade de som e vida útil da bateria.

### New Nintendo 3DS e XL

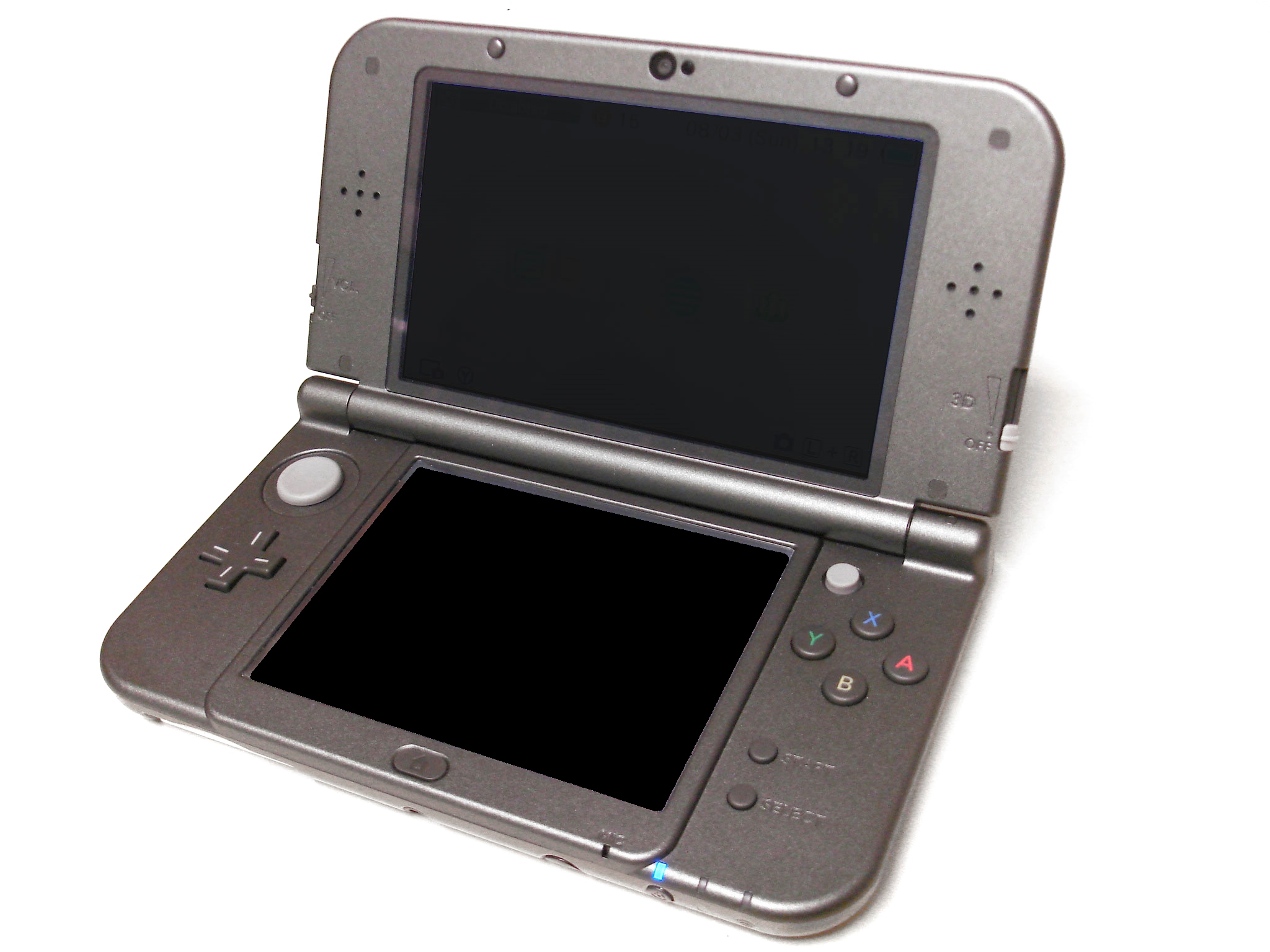
New Nintendo 3DS XL e sua posição aberta.

O New Nintendo 3DS e sua variante maior XL, são modelos de consoles portáteis desenvolvidos pela Nintendo e anunciadas em 30 de agosto de 2014. Eles apresentam um 3DS ligeiramente modificados e de design 3DS XL e apresenta a adição de dois novos botões de ombro e um novo C-stick, bem como um processador mais rápido. Eles foram lançados no Japão em outubro de 2014, na Austrália e na Nova Zelândia, em Novembro de 2014, e no varejo na Europa e na América do Norte em fevereiro de 2015, com apenas o modelo XL disponível no mercado norte-americano no lançamento.

### New Nintendo 2DS XL

A New Nintendo 2DS XL Black e sua posição aberta.

O New Nintendo 2DS XL (conhecido no Japão como New Nintendo 2DS LL) é um console portátil produzido pela Nintendo. É o último sistema da linha Nintendo 3DS de consoles portáteis, seguindo pelo original Nintendo 3DS, Nintendo 3DS XL, Nintendo 2DS, New Nintendo 3DS e a atual Nintendo 3DS XL. Foi lançado na Austrália e na Nova Zelândia em 15 de junho de 2017, no Japão e Coréia do Sul em 13 de julho de 2017, e na América do Norte e Europa em 28 de julho de 2017.

## Comparação
| Nome                 | New Nintendo 2DS XL | New Nintendo 3DS XL | New Nintendo 3DS | Nintendo 2DS | Nintendo 3DS XL | Nintendo 3DS |
| Logo                 | | | | | | |
| -------------------- | --- | --- | --- | --- | --- | --- |
| Consoles             | New Nintendo 2DS XL | New Nintendo 3DS XL | | Nintendo 2DS | Nintendo 3DS XL | Nintendo 3DS |
| Na produção          | Desconectado | Desconectado | Desconectado | Desconectado | Desconectado | Desconectado |
| Geração              | Oitava geração | Oitava geração | Oitava geração | Oitava geração | Oitava geração | Oitava geração |
| Data de lançamento   | - AU: 15 de junho de 2017 - JP: 13 de julho de 2017 - AN: 28 de julho de 2017 - EU: 28 de julho de 2017                                | - JP: 11 de outubro de 2014 - AU: 21 de novembro de 2014 - NA/EU: 13 de fevereiro de 2015                                              | - JP: 11 de outubro de 2014 - AU: 21 de novembro de 2014 - EU: 13 de fevereiro de 2015                                                 | - NA/EU/AU: 12 de outubro de 2013 - KR: Dezembro de 2013                                                                               | - JP: 28 de julho de 2012 - EU: 28 de julho de 2012 - AN: 19 de agosto de 2012 - AU: 23 de agosto de 2012 - BR: 1 de setembro de 2012  | - JP: 26 de fevereiro de 2011 - EU: 25 de março de 2011 - AN: 27 de março de 2011 - AU: 31 de março de 2011 - BR: 9 de julho de 2011   |
| Preço de laçamento   | US$149.99 A$199.99 C$199.99 £129.99 | ¥18,900 US$199.99 A$249.99 €199.99 £179.99 A$249.00                                                                                    | ¥16,000 A$219.95 €169.99 £149.99 | US$129.99 £109.99 A$149.95 | ¥18,900 US$199.99 €199.99 £179.99 A$249.95 R$1199.99                                                                                   | ¥25,000 US$249.99 €249.99 £209.99 A$349.95 R$799.99                                                                                    |
| Preço atual          | Indisponível | Indisponível | Indisponível | Indisponível | Indisponível | Indisponível |
| Unidades vendidas    | Em todo o mundo: 72.53 million (até 31 de março de 2018) incluindo 60.41 milhões em 3DS e variantes e 12.12 milhões em 2DS e variantes | Em todo o mundo: 72.53 million (até 31 de março de 2018) incluindo 60.41 milhões em 3DS e variantes e 12.12 milhões em 2DS e variantes | Em todo o mundo: 72.53 million (até 31 de março de 2018) incluindo 60.41 milhões em 3DS e variantes e 12.12 milhões em 2DS e variantes | Em todo o mundo: 72.53 million (até 31 de março de 2018) incluindo 60.41 milhões em 3DS e variantes e 12.12 milhões em 2DS e variantes | Em todo o mundo: 72.53 million (até 31 de março de 2018) incluindo 60.41 milhões em 3DS e variantes e 12.12 milhões em 2DS e variantes | Em todo o mundo: 72.53 million (até 31 de março de 2018) incluindo 60.41 milhões em 3DS e variantes e 12.12 milhões em 2DS e variantes |
| O jogo mais vendido  | Mario Kart 7, 16.76 milhões (até 30 de setembro de 2017)                                                                               | Mario Kart 7, 16.76 milhões (até 30 de setembro de 2017)                                                                               | Mario Kart 7, 16.76 milhões (até 30 de setembro de 2017)                                                                               | Mario Kart 7, 16.76 milhões (até 30 de setembro de 2017)                                                                               | Mario Kart 7, 16.76 milhões (até 30 de setembro de 2017)                                                                               | Mario Kart 7, 16.76 milhões (até 30 de setembro de 2017)                                                                               |
| Habilitado 3D        | Não | Profundidade ajustável com Super Estável 3D                                                                                            | Profundidade ajustável com Super Estável 3D                                                                                            | Não | Profundidade ajustável | Profundidade ajustável |
| Tela                 | 4.88 in | Autoestereoscópico (3D) 4.88 em (124 mm)                                                                                               | Autoestereoscópico (3D) 3.88 em (99 mm)                                                                                                | 3.52 in (90 mm) | Autoestereoscópico (3D) 4.88 em (124 mm)                                                                                               | Autoestereoscópico (3D) 3.53 em (90 mm)                                                                                                |
| Tela                 | Superior: 400 × 240 px WQVGA | Superior: 800 × 240 px (400 × 240 WQVGA por olho)                                                                                      | Superior: 800 × 240 px (400 × 240 WQVGA por olho)                                                                                      | Upper: 400 × 240 px WQVGA | Superior: 800 × 240 px (400 × 240 WQVGA por olho)                                                                                      | Superior: 800 × 240 px (400 × 240 WQVGA por olho)                                                                                      |
| Tela                 | Baixa: 320 × 240 QVGA | | | | | |
| Tela                 | Cerca de 16.77 milhões de cores | | | | | |
| Tela                 | 5 níveis de brilho e ajuste automático do brilho                                                                                       | 5 níveis de brilho e ajuste automático do brilho                                                                                       | 5 níveis de brilho e ajuste automático do brilho                                                                                       | 5 níveis de brilho | 5 níveis de brilho | 5 níveis de brilho |
| Processadores de CPU | 268 MHz quad-core ARM11 e 134 MHz single-core ARM9                                                                                     | 268 MHz quad-core ARM11 e 134 MHz single-core ARM9                                                                                     | 268 MHz quad-core ARM11 e 134 MHz single-core ARM9                                                                                     | 268 MHz dual-core ARM11 e 134 MHz single-core ARM9                                                                                     | 268 MHz dual-core ARM11 e 134 MHz single-core ARM9                                                                                     | 268 MHz dual-core ARM11 e 134 MHz single-core ARM9                                                                                     |
| Gráficos de GPU      | 268 MHz Profissionais de Mídia Digital PICA200                                                                                         | 268 MHz Profissionais de Mídia Digital PICA200                                                                                         | 268 MHz Profissionais de Mídia Digital PICA200                                                                                         | 268 MHz Profissionais de Mídia Digital PICA200                                                                                         | 268 MHz Profissionais de Mídia Digital PICA200                                                                                         | 268 MHz Profissionais de Mídia Digital PICA200                                                                                         |
| Memória RAM          | 256 MB FCRAM @ 6.4GB/s (64MB Reservado para OS)                                                                                        | 256 MB FCRAM @ 6.4GB/s (64MB Reservado para OS)                                                                                        | 256 MB FCRAM @ 6.4GB/s (64MB Reservado para OS)                                                                                        | 128 MB FCRAM @ 3.2GB/s (32MB Reservado para OS)                                                                                        | 128 MB FCRAM @ 3.2GB/s (32MB Reservado para OS)                                                                                        | 128 MB FCRAM @ 3.2GB/s (32MB Reservado para OS)                                                                                        |
| Câmera               | Uma virada para a frente e dois virados para o exterior 0.3 MP (sensores VGA) infravermelhos de luz LED voltado para o usuário         | Uma virada para a frente e dois virados para o exterior 0.3 MP (sensores VGA) infravermelhos de luz LED voltado para o usuário         | Uma virada para a frente e dois virados para o exterior 0.3 MP (sensores VGA) infravermelhos de luz LED voltado para o usuário         | Um dois virados para o exterior virada para a frente 0.3 MP (sensores VGA)                                                             | Um dois virados para o exterior virada para a frente 0.3 MP (sensores VGA)                                                             | Um dois virados para o exterior virada para a frente 0.3 MP (sensores VGA)                                                             |
| Armazenamento        | 4 GB Cartão Micro SD incluído (expansível até 32 GB via para cartão MicroSD/ranhura para cartão SDHC)                                  | 4 GB Cartão Micro SD incluído (expansível até 32 GB via para cartão MicroSD/ranhura para cartão SDHC)                                  | 4 GB Cartão Micro SD incluído (expansível até 32 GB via para cartão MicroSD/ranhura para cartão SDHC)                                  | 4 GB Cartão SD incluídos (expansível até 128 GB via para cartões SD/SDHC/SDXC)                                                         | 4 GB Cartão SD incluídos (expansível até 128 GB via para cartões SD/SDHC/SDXC)                                                         | 2 GB Cartão SD incluídos (expansível até 128 GB via SD/SDHC/SDXC)                                                                      |
| Mídia                | Cartuchos de Nintendo 3DS (1-8 GB) Cartuchos de Nintendo DS e DSi (8-512 MB)                                                           | Cartuchos de Nintendo 3DS (1-8 GB) Cartuchos de Nintendo DS e DSi (8-512 MB)                                                           | Cartuchos de Nintendo 3DS (1-8 GB) Cartuchos de Nintendo DS e DSi (8-512 MB)                                                           | Cartuchos de Nintendo 3DS (1-8 GB) Cartuchos de Nintendo DS e DSi (8-512 MB)                                                           | Cartuchos de Nintendo 3DS (1-8 GB) Cartuchos de Nintendo DS e DSi (8-512 MB)                                                           | Cartuchos de Nintendo 3DS (1-8 GB) Cartuchos de Nintendo DS e DSi (8-512 MB)                                                           |